# BT-2
 (février 2024).
Si vous disposez d'ouvrages ou d'articles de référence ou si vous connaissez des sites web de qualité traitant du thème abordé ici, merci de compléter l'article en donnant les références utiles à sa vérifiabilité et en les liant à la section « Notes et références ».
Le BT-2 est un char léger soviétique utilisé pendant le début de la Seconde Guerre mondiale. Conçu dans les années 1930, il faisait partie de la série de chars rapides BT (Bystrokhodny Tank), basés sur le char Christie américain,, qui se distinguaient par leur mobilité et leur vitesse sur le champ de bataille. Le BT-2 était considéré comme une avancée significative par rapport à ses prédécesseurs et joua un rôle important dans la modernisation de l'armée soviétique à l'époque.

## Conception
Le BT-2 avait une conception caractéristique d'un char léger à tourelle de l'époque,un faible armement et un faible blindage qui ne le protégeait que des tirs de petit calibre et des petits éclats d'obus, un poids faible de 11 t et une vitesse élevée grâce à son moteur de 400 ch/t.
Il avait néanmoins la particularité de pouvoir rouler avec et sans ses chenilles ce qui augmentait sa vitesse sur route jusqu'à 72 km/h, ce qui était remarquable pour l'époque. Grâce à cette vitesse élevée et sa suspension Christie qui lui apportait une grande manœuvrabilité, le BT-2 pouvait se déplacer rapidement sur le champ de bataille, réaliser des manœuvres tactiques et contourner les positions ennemies. Il était également capable de franchir des obstacles tels que des fossés et des tranchées.
Après des essais dans les unités, de nombreux défauts furent découverts notamment : les moteurs peu fiables tombaient fréquemment en panne et les chenilles produites en acier de mauvaise qualité avaient tendance à casser prématurément. De plus l'intérieur des chars atteignait des températures extrêmes en hiver et en été.

## Variantes
Il existe deux versions du BT-2 :
- La première comporte seulement deux membres d'équipage et est armée de deux mitrailleuses jumelées DA-2 de 7,62 mm avec un débattement vertical de −25 à 22° et horizontal de 8 à 6° de gauche à droite (en plus de la tourelle rotative à 360°).

- La deuxième version comporte 3 membres d'équipage, un canon antichar M1930 (1-K) de 37 mm avec une élévation de −8 à 20° et une mitrailleuse DT de 7,62 mm non-coaxiale à droite du canon. Le canon avait une portée maximale de 2 000 m et une cadence de tir de 12 à 15 tirs/min  avec un stock de 92 obus.

Au total 623 BT-2 furent produits, 3 prototypes, 208 avec le canon de 37 mm (dont 60 ne furent pas équipés de mitrailleuse) et 412 avec les mitrailleuses jumelées.